# Sotstarr
Sotstarr (Carex fuliginosa) är en flerårig gräslik växt inom släktet starrar och familjen halvgräs.
Det är en tättuvad art som kan bli 5 till 30 cm hög och har rännformade rent gröna blad. De långskaftade axen sitter ganska glest på stjälken och är typiskt avlångt formade; de övre mer kortskaftade axen har hanblommor sittande nedan honblommorna. Fruktgömmena är mörka till färgen, dock något ljusare än de mörkbruna axfjällen, och har ett långt strävt spröt eller näbb.
Sotstarren föredrar att växa på frisk, fuktig och kalkrik mark i fjällområden, till exempel fjällängar, stränder och klipphyllor.

## Förväxlingsarter
På grund av sina hängande och mörka ax som givit den dess svenska namn kan den förväxlas med andra i fjällen förekommande arter som svedstarr, C.atrofusca och svartstarr C.atrata. Båda dessa har dock platta, ej rännformade blad, mer ovalt formade ax samt otydliga spröt på fruktgömmena. Svedstarr har dessutom ett separat hanligt ax överst. Sotstarr kan på grund av de glest sittande och hängande axen även påminna om hårstarr, C.capillaris men den senare har ett separat hanligt ax överst, är spädare och har aldrig mörkt färgade ax.

## Utbredning
Sotstarr är ganska sällsynt och har i Norden en typisk bicentrisk utbredning, det vill säga att den förekommer i två geografiskt isolerade områden: ett i södra Norge samt ett område på västra Nordkalotten. I Sverige finns arten endast i de allra nordligaste fjällen inklusive Torneträsk-området.
Världsutbredningen är nordligt cirkumpolär med sydliga förekomster i Alperna och delar av Himalaya. I hela sitt utbredningsområde är den uppdelad i ett stort antal underarter. De nordiska populationerna förs till ssp. misandra.